# Resolució 1271 del Consell de Seguretat de les Nacions Unides
La Resolució 1271 del Consell de Seguretat de les Nacions Unides fou adoptada per unanimitat el 22 d'octubre de 1999. Després de reafirmar les resolucions 1125 (1997), 1136 (1997), 1152 (1998), 1155 (1998), 1159 (1998), 1182 (1998), 1201 (1998) i 1230 (1999) sobre la situació a la República Centreafricana, el Consell va ampliar el mandat de la Missió de les Nacions Unides a la República Centreafricana (MINURCA) fins al 15 de febrer de 2000, amb vista a la seva transició a una operació de manteniment de la pau fins a una presència constructora de la pau postconflicte.
El Consell de Seguretat es va mostrar satisfet de les eleccions presidencials que havien tingut lloc a la República Centreafricana el 19 de setembre de 1999 i elogia el suport de la MINURCA durant aquest procés. Va recordar la importància dels grups polítics del país treballant junts per a la reconciliació nacional. Tot i que la MINURCA es va haver d'acabar el 15 de novembre de 1999, el govern de la República Centreafricana va demanar que estengués la seva presència més enllà d'aquesta data.
La resolució va ampliar el mandat del MINURCA amb vista a transformar la seva força de manteniment de la pau en una força de consolidació de la pau després del conflicte i el secretari general Kofi Annan havia recomanat que la reducció militar i civil es dugués a terme en tres etapes. Es va instar al govern de la República Centreafricana a implementar reformes polítiques, econòmiques, socials i de seguretat; traspassar les funcions de MINURCA a les seves forces de seguretat i policia; i completar amb la reestructuració de les Forces Armades Centreafricanes.
Una petita delegació enviada pel secretari general a la capital Bangui determinaria les modalitats d'una continuació de la presència de les Nacions Unides a la República Centreafricana després del 15 de febrer de 2000. Finalment, Kofi Annan hauria d'informar abans del 15 de gener 2000 sobre l'aplicació de tots els aspectes de la resolució actual.